# تاكاشي يامازاكي
تاكاشي يامازاكي (باليابانية: 山崎貴) (و. 1964 – م) هو مخرج سينمائي، ومخرج تلفزيوني، وكاتب سيناريو، وممثل، من اليابان، ولد في ماتسوموتو، ناغانو.

## جوائز وترشيحات
حصل على جوائز منها:
- جائزة الأكاديمية اليابانية لأفضل مخرج [الإنجليزية]‏، عن عمل: Always: Sunset on Third Street [الإنجليزية]‏ (2006)
- Japan Academy Film Prize for Screenplay of the Year [الإنجليزية]‏، عن عمل: Always: Sunset on Third Street [الإنجليزية]‏ (2006)
- جائزة أكاديمية اليابان لأفضل صورة في العام [الإنجليزية]‏، عن عمل: Always: Sunset on Third Street [الإنجليزية]‏ (2006).

ترشح لـ:
- جائزة الأكاديمية اليابانية للرسوم المتحركة لهذا العام [الإنجليزية]‏، عن عمل: Friends: Mononoke Shima no Naki [الإنجليزية]‏ (2013)
- Japan Academy Film Prize for Screenplay of the Year [الإنجليزية]‏، عن عمل: Always: Sunset on Third Street 2 [الإنجليزية]‏ (2008)
- جائزة أكاديمية اليابان لأفضل صورة في العام [الإنجليزية]‏، عن عمل: Always: Sunset on Third Street 2 [الإنجليزية]‏ (2008)
- جائزة الأكاديمية اليابانية لأفضل مخرج [الإنجليزية]‏، عن عمل: Always: Sunset on Third Street 2 [الإنجليزية]‏ (2008)
- جائزة الأكاديمية اليابانية لأفضل مخرج [الإنجليزية]‏، عن عمل: Always: Sunset on Third Street [الإنجليزية]‏ (2006)
- Japan Academy Film Prize for Screenplay of the Year [الإنجليزية]‏، عن عمل: Always: Sunset on Third Street [الإنجليزية]‏ (2006)
- جائزة أكاديمية اليابان لأفضل صورة في العام [الإنجليزية]‏، عن عمل: Always: Sunset on Third Street [الإنجليزية]‏ (2006).

## وصلات خارجية
- تاكاشي يامازاكي على موقع IMDb (الإنجليزية)
- تاكاشي يامازاكي على موقع ألو سيني (الفرنسية)
- تاكاشي يامازاكي على موقع ميوزك برينز (الإنجليزية)
- تاكاشي يامازاكي على موقع أول موفي (الإنجليزية)
- تاكاشي يامازاكي على موقع قاعدة بيانات الأفلام السويدية (السويدية)
- تاكاشي يامازاكي على موقع قاعدة بيانات الفيلم (الإنجليزية)
- تاكاشي يامازاكي على موقع كينوبويسك (الروسية)